# Прозорлівий (есмінець)
«Прозорлівий» був третім кораблем проєкту 56-ЕМ, есмінець радянського флоту.

## Будівництво і кар'єра
Корабель був побудований на Ленінградському суднобудівному заводі імені Жданова, спущений на воду 31 липня 1955 року і прийнятий до складу Тихоокеанського флоту 30 червня 1958 року.
30 грудня 1958 року прийнятий на озброєння, 8 березня 1960 року включений до складу Червонопрапорного Чорноморського флоту (ЧЧФ).
19 травня 1966 року він був перекваліфікований у Великий ракетний корабель (ВРК), 1 лютого 1977 року — у Великий протичовновий корабель (ВПК), а 3 серпня 1977 року знову повернутий до складу ВРК.
У 1976-1977 роках корабель був модернізований на Севморзаводі в Севастополі за проектом 56-У.
З жовтня 1977 по травень 1978 року проходив бойову службу в районі Анголи, заходив у порт Луанди. 25 серпня 1978 року був приписаний до складу Балтійського флоту (КБФ).
У червні 1979 року корабель побував у Гельсінкі, Фінляндія, а восени, з вересня 1979 року по липень 1980 року, неодноразово виконував бойові виходи на допомогу збройним силам Анголи. Липень 1981 р. — участь у спільних навчаннях соціалістичних флотів підвищення боєготовності.
Перші дні листопада 1981 року — участь у визволенні підводного човна S-363 зі шведської військово-морської бази Карлскруна.
24 червня 1991 року виведений зі складу ВМФ у зв'язку з передачею в ОФІ для розукомплектування та реалізації, розформований 1 жовтня 1991 року.